# Liste der Nummer-eins-Hits in den Niederlanden (2025)
Dies ist eine Liste der Nummer-eins-Hits in den Niederlanden im Jahr 2025. Sie basiert auf den Nederlandse-Top-40-Singlecharts und den Dutch Album Top 100.

## Singles
| ← 2024 ← | Liste der Nummer-eins-Hits in den Niederlanden | Liste der Nummer-eins-Hits in den Niederlanden | Liste der Nummer-eins-Hits in den Niederlanden |                           |
| \| Zeitraum \| Wo. ges. \| Interpret \| Titel Autor(en) \| Zusätzliche Informationen \| \| (Zeitraum, Wochen auf Platz eins, Interpret, Titel, Autor[en], zusätzliche Informationen) \| \| \| \| \| \| ----------------------------------------------------------------------------------------- \| -------- \| ---------------------- \| ------------------------------------------------------------------------------------------------------------------------------------------------------------------------------------------------------------------------------------------ \| ------------------------- \| \| 21. September 2024 – 17. Januar 2025 17 Wochen \| 17 \| Lady Gaga & Bruno Mars \| Die with a Smile Andrew Wotman, Dernst Emile, James Edward Fauntleroy II, Stefani Joanne Angelina Germanotta, Peter Gene Hernandez \| – \| \| 18. Januar 2025 – 28. März 2025 10 Wochen \| 10 \| Rosé feat. Bruno Mars \| Apt. Theron Makiel Thomas, Philip Martin Lawrence II, Michael Donald Chapman, Peter Gene Hernandez, Christopher Steven Brown, Rogét Lufti Chahayed, Park Chae-young, Nicholas Barry Chinn, Omer Fedi, Henry Russell Walter, Amy Rose Allen \| – \| \| 29. März 2025 – 23. Mai 2025 8 Wochen (insgesamt 17) \| 17 \| Alex Warren \| Ordinary Alexander Warren Hughes, Adam Yaron, Caleb Shapiro, Margaret Elizabeth Chapman \| – \| \| 24. Mai 2025 – 30. Mai 2025 1 Woche \| 1 \| Claude \| C’est la vie Arno Krabman, Claude Kiambe, Joren van der Voort, Léon Paul Palmen \| – \| \| 31. Mai 2025 – 1. August 2025 9 Wochen (insgesamt 17) \| 17 \| Alex Warren \| Ordinary Alexander Warren Hughes, Adam Yaron, Caleb Shapiro, Margaret Elizabeth Chapman \| – \| \| 2. August 2025 – 22. August 2025 3 Wochen \| 3 \| Ed Sheeran \| Azizam Edward Christopher Sheeran, Savan Harish Kotecha, Johnny McDaid, Elton Farokh Ahi, Shahyar Ghanbari, Ilya Salmanzadeh \| – \| |                                                |                                                | |                           |
| ← 2024 |                                                |                                                | |                           |
| Zeitraum | Wo. ges.                                       | Interpret                                      | Titel Autor(en) | Zusätzliche Informationen |
| (Zeitraum, Wochen auf Platz eins, Interpret, Titel, Autor[en], zusätzliche Informationen) |                                                |                                                | |                           |
| 21. September 2024 – 17. Januar 2025 17 Wochen | 17                                             | Lady Gaga & Bruno Mars                         | Die with a Smile Andrew Wotman, Dernst Emile, James Edward Fauntleroy II, Stefani Joanne Angelina Germanotta, Peter Gene Hernandez | –                         |
| 18. Januar 2025 – 28. März 2025 10 Wochen | 10                                             | Rosé feat. Bruno Mars                          | Apt. Theron Makiel Thomas, Philip Martin Lawrence II, Michael Donald Chapman, Peter Gene Hernandez, Christopher Steven Brown, Rogét Lufti Chahayed, Park Chae-young, Nicholas Barry Chinn, Omer Fedi, Henry Russell Walter, Amy Rose Allen | –                         |
| 29. März 2025 – 23. Mai 2025 8 Wochen (insgesamt 17) | 17                                             | Alex Warren                                    | Ordinary Alexander Warren Hughes, Adam Yaron, Caleb Shapiro, Margaret Elizabeth Chapman | –                         |
| 24. Mai 2025 – 30. Mai 2025 1 Woche | 1                                              | Claude                                         | C’est la vie Arno Krabman, Claude Kiambe, Joren van der Voort, Léon Paul Palmen | –                         |
| 31. Mai 2025 – 1. August 2025 9 Wochen (insgesamt 17) | 17                                             | Alex Warren                                    | Ordinary Alexander Warren Hughes, Adam Yaron, Caleb Shapiro, Margaret Elizabeth Chapman | –                         |
| 2. August 2025 – 22. August 2025 3 Wochen | 3                                              | Ed Sheeran                                     | Azizam Edward Christopher Sheeran, Savan Harish Kotecha, Johnny McDaid, Elton Farokh Ahi, Shahyar Ghanbari, Ilya Salmanzadeh | –                         |

## Alben
| ← 2024 ← | Liste der Nummer-eins-Hits in den Niederlanden | Liste der Nummer-eins-Hits in den Niederlanden | Liste der Nummer-eins-Hits in den Niederlanden |                           |
| \| Zeitraum \| Wo. ges. \| Interpret \| Titel \| Zusätzliche Informationen \| \| (Zeitraum, Wochen auf Platz eins, Interpret, Titel, zusätzliche Informationen) \| \| \| \| \| \| ------------------------------------------------------------------------------ \| -------- \| ----------------- \| ---------------------------------- \| ------------------------- \| \| 21. Dezember 2024 – 3. Januar 2025 2 Wochen (insgesamt 14) \| 14 \| Michael Bublé \| Christmas \| – \| \| 4. Januar 2025 – 17. Januar 2025 2 Wochen (insgesamt 11) \| 11 \| Billie Eilish \| Hit Me Hard and Soft \| – \| \| 18. Januar 2025 – 31. Januar 2025 2 Wochen \| 2 \| Bad Bunny \| Debí tirar más fotos \| – \| \| 1. Februar 2025 – 7. Februar 2025 1 Woche \| 1 \| Central Cee \| Can’t Rush Greatness \| – \| \| 8. Februar 2025 – 14. Februar 2025 1 Woche \| 1 \| The Weeknd \| Hurry Up Tomorrow \| – \| \| 15. Februar 2025 – 21. Februar 2025 1 Woche (insgesamt 2) \| 2 \| Kendrick Lamar \| GNX \| – \| \| 22. Februar 2025 – 28. Februar 2025 1 Woche (insgesamt 5) \| 5 \| Sabrina Carpenter \| Short n’ Sweet \| – \| \| 1. März 2025 – 14. März 2025 2 Wochen \| 2 \| Tate McRae \| So Close to What \| – \| \| 15. März 2025 – 25. April 2025 6 Wochen (insgesamt 12) \| 12 \| Roxy Dekker \| Mama I Made It \| – \| \| 26. April 2025 – 2. Mai 2025 1 Woche \| 1 \| Ayreon \| The Human Equation \| – \| \| 3. Mai 2025 – 16. Mai 2025 2 Wochen (insgesamt 12) \| 12 \| Roxy Dekker \| Mama I Made It \| – \| \| 17. Mai 2025 – 23. Mai 2025 1 Woche \| 1 \| Sleep Token \| Even in Arcadia \| – \| \| 24. Mai 2025 – 6. Juni 2025 2 Wochen (insgesamt 12) \| 12 \| Roxy Dekker \| Mama I Made It \| – \| \| 7. Juni 2025 – 13. Juni 2025 1 Woche (insgesamt 2) \| 2 \| Suzan & Freek \| Dromen in kleur \| – \| \| 14. Juni 2025 – 20. Juni 2025 1 Woche \| 1 \| Volbeat \| God of Angels Trust \| – \| \| 21. Juni 2025 – 27. Juni 2025 1 Woche (insgesamt 12) \| 12 \| Roxy Dekker \| Mama I Made It \| – \| \| 28. Juni 2025 – 4. Juli 2025 1 Woche \| 1 \| Yungblud \| Idols \| – \| \| 5. Juli 2025 – 11. Juli 2025 1 Woche \| 1 \| Bruce Springsteen \| Tracks II: The Lost Albums \| – \| \| 12. Juli 2025 – 18. Juli 2025 1 Woche (insgesamt 12) \| 12 \| Roxy Dekker \| Mama I Made It \| – \| \| 19. Juli 2025 – 25. Juli 2025 1 Woche \| 1 \| Justin Bieber \| Swag \| – \| \| 26. Juli 2025 – 8. August 2025 2 Wochen \| 2 \| Alex Warren \| You’ll Be Alright, Kid (Chapter 1) \| – \| \| 9. August 2025 – 15. August 2025 1 Woche \| 1 \| Reneé Rapp \| Bite Me \| – \| \| 16. August 2025 – 22. August 2025 1 Woche \| 1 \| Broederliefde \| De ene hand wast de ander \| – \| |                                                |                                                |                                                |                           |
| ← 2024 |                                                |                                                |                                                |                           |
| Zeitraum | Wo. ges.                                       | Interpret                                      | Titel                                          | Zusätzliche Informationen |
| (Zeitraum, Wochen auf Platz eins, Interpret, Titel, zusätzliche Informationen) |                                                |                                                |                                                |                           |
| 21. Dezember 2024 – 3. Januar 2025 2 Wochen (insgesamt 14) | 14                                             | Michael Bublé                                  | Christmas                                      | –                         |
| 4. Januar 2025 – 17. Januar 2025 2 Wochen (insgesamt 11) | 11                                             | Billie Eilish                                  | Hit Me Hard and Soft                           | –                         |
| 18. Januar 2025 – 31. Januar 2025 2 Wochen | 2                                              | Bad Bunny                                      | Debí tirar más fotos                           | –                         |
| 1. Februar 2025 – 7. Februar 2025 1 Woche | 1                                              | Central Cee                                    | Can’t Rush Greatness                           | –                         |
| 8. Februar 2025 – 14. Februar 2025 1 Woche | 1                                              | The Weeknd                                     | Hurry Up Tomorrow                              | –                         |
| 15. Februar 2025 – 21. Februar 2025 1 Woche (insgesamt 2) | 2                                              | Kendrick Lamar                                 | GNX                                            | –                         |
| 22. Februar 2025 – 28. Februar 2025 1 Woche (insgesamt 5) | 5                                              | Sabrina Carpenter                              | Short n’ Sweet                                 | –                         |
| 1. März 2025 – 14. März 2025 2 Wochen | 2                                              | Tate McRae                                     | So Close to What                               | –                         |
| 15. März 2025 – 25. April 2025 6 Wochen (insgesamt 12) | 12                                             | Roxy Dekker                                    | Mama I Made It                                 | –                         |
| 26. April 2025 – 2. Mai 2025 1 Woche | 1                                              | Ayreon                                         | The Human Equation                             | –                         |
| 3. Mai 2025 – 16. Mai 2025 2 Wochen (insgesamt 12) | 12                                             | Roxy Dekker                                    | Mama I Made It                                 | –                         |
| 17. Mai 2025 – 23. Mai 2025 1 Woche | 1                                              | Sleep Token                                    | Even in Arcadia                                | –                         |
| 24. Mai 2025 – 6. Juni 2025 2 Wochen (insgesamt 12) | 12                                             | Roxy Dekker                                    | Mama I Made It                                 | –                         |
| 7. Juni 2025 – 13. Juni 2025 1 Woche (insgesamt 2) | 2                                              | Suzan & Freek                                  | Dromen in kleur                                | –                         |
| 14. Juni 2025 – 20. Juni 2025 1 Woche | 1                                              | Volbeat                                        | God of Angels Trust                            | –                         |
| 21. Juni 2025 – 27. Juni 2025 1 Woche (insgesamt 12) | 12                                             | Roxy Dekker                                    | Mama I Made It                                 | –                         |
| 28. Juni 2025 – 4. Juli 2025 1 Woche | 1                                              | Yungblud                                       | Idols                                          | –                         |
| 5. Juli 2025 – 11. Juli 2025 1 Woche | 1                                              | Bruce Springsteen                              | Tracks II: The Lost Albums                     | –                         |
| 12. Juli 2025 – 18. Juli 2025 1 Woche (insgesamt 12) | 12                                             | Roxy Dekker                                    | Mama I Made It                                 | –                         |
| 19. Juli 2025 – 25. Juli 2025 1 Woche | 1                                              | Justin Bieber                                  | Swag                                           | –                         |
| 26. Juli 2025 – 8. August 2025 2 Wochen | 2                                              | Alex Warren                                    | You’ll Be Alright, Kid (Chapter 1)             | –                         |
| 9. August 2025 – 15. August 2025 1 Woche | 1                                              | Reneé Rapp                                     | Bite Me                                        | –                         |
| 16. August 2025 – 22. August 2025 1 Woche | 1                                              | Broederliefde                                  | De ene hand wast de ander                      | –                         |